# Черепаново (Вологодская область)
Черепаново — деревня в Кадуйском районе Вологодской области.
Входит в состав сельского поселения Семизерье (до 2015 года входила в Мазское сельское поселение), с точки зрения административно-территориального деления — в Мазский сельсовет.
Расстояние по автодороге до районного центра Кадуя — 44 км, до центра сельсовета деревни Маза — 1 км.
По переписи 2002 года население — 5 человек.